# أوكوبة
الأوكوبة (الاسم العلمي: Aucuba) هي جنس من النباتات يتبع الفصيلة شرابات الحرير من رتبة شرابيات الحرير.

## أنواع الأوكوبة
- أوكوبة صفصافية الأوراق (الاسم العلمي:Aucuba salicifolia)
- أوكوبة صلبة (الاسم العلمي:Aucuba robusta)
- أوكوبة صينية (الاسم العلمي:Aucuba chinensis)
- أوكوبة قلبية مقلوبة (الاسم العلمي:Aucuba obcordata)
- أوكوبة مزدحمة الأزهار (الاسم العلمي:Aucuba confertiflora)
- أوكوبة يابانية (الاسم العلمي:Aucuba japonica)
- أوكوبة بيضاء النقط (الاسم العلمي:Aucuba albopunctifolia)
- أوكوبة مخضرة (الاسم العلمي:Aucuba chlorascens)
- أوكوبة كرتونية الأوراق (الاسم العلمي:Aucuba crotonifolia)
- أوكوبة بشملية الأوراق (الاسم العلمي:Aucuba eriobotryifolia)
- أوكوبة خيطية الذيل (الاسم العلمي:Aucuba filicauda)
- أوكوبة الهيمالايا (الاسم العلمي:Aucuba himalaica)
- أوكوبة كبيرة الأسنان (الاسم العلمي:Aucuba macrodonta)